# Estadio Agustín Tovar
Pour les articles homonymes, voir Tovar.
 (mars 2025).
Si vous disposez d'ouvrages ou d'articles de référence ou si vous connaissez des sites web de qualité traitant du thème abordé ici, merci de compléter l'article en donnant les références utiles à sa vérifiabilité et en les liant à la section « Notes et références ».
L'Estadio Agustín Tovar (nom complet: Estadio Agustín Tovar La Carolina) est un stade de football situé à Barinas au Venezuela. Cette enceinte est aussi appelée La Carolina. Le stade accueille les matches du Zamora Fútbol Club.
Il a été reconstruit en vue de la Copa America 2007 qui s'est déroulée du 26 juin au 15 juillet 2007. Sa capacité est passée de 12 000 à 30 000 places. Il a accueilli une rencontre du premier tour, États-Unis-Paraguay le 2 juillet 2007.